# 缥甸府
缥甸军民总管府，元朝的行政区划——土司。
大理国置缥甸，属腾冲府。在今云南省德宏傣族景颇族自治州陇川县陇川坝子。元朝设缥甸军民总管府。《元史·地理志》有“缥甸军民府”，但无注。《新元史·地理志》谓元顺帝至元元年（1335年）设置缥甸散府。《元史·爱鲁传》：“至元五年（1268年）从云南征金齿诸部，蛮兵万人，绝缥甸路”。根据《元史·缅国传》，其地在德宏傣族景颇族自治州至缅甸途中，大致在缅甸孟密以北，新街（八莫）以南，为傣族聚居区。後改平缅路。